# Jeffrey Ullman
Jeffrey David Ullman (22 de novembro de 1942) é um cientista da computação estadunidense.

## Consagração
É conhecido internacionalmente por ser o autor e co-autor de diversos livros na área de ciência da computação. Obteve o grau de bacharel em engenharia matemática na Universidade da Columbia em 1963 e um Ph.D. em engenharia elétrica em 1966 pela Universidade de Princeton. Um dos seus livros mais conhecidos é o Livro do Dragão, escrito em co-autoria com Alfred V. Aho e Ravi Sethi: Compilers: Principles, Techniques, and Tools. Em 2021 recebeu o Prêmio Turing.